# تنویر دار
تنویر دار (انگلیسی: Tanvir Dar; ۴ ژوئن ۱۹۴۷ – ۱۲ فوریه ۱۹۹۸) بازیکن هاکی روی چمن اهل پاکستان بود.